# Cenuroză

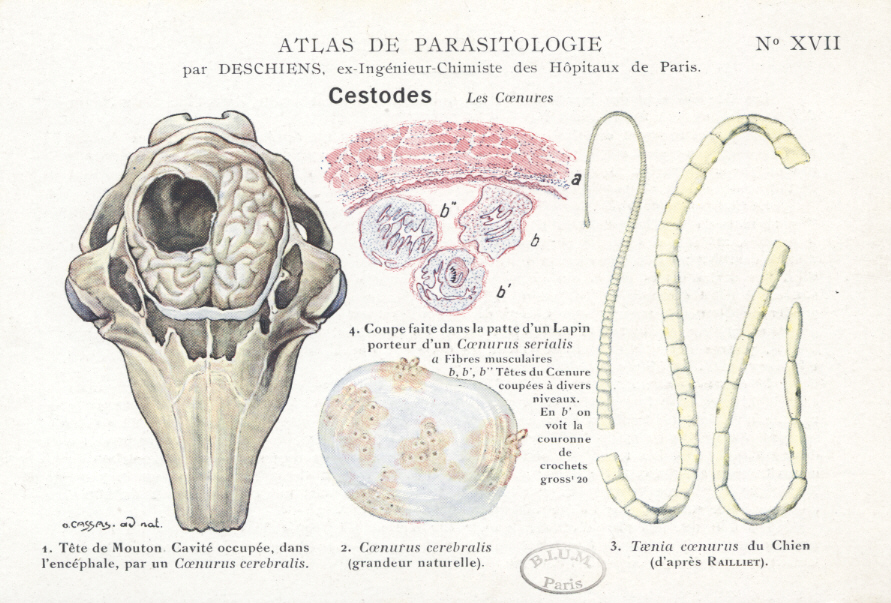
Diverse tipuri de cenuri şi un exemplar de vierme adult

Cenuroza este o parazitoză a gazdelor intermediare ale unor anumite specii de viermi plați paraziți din genul Taenia, care au ca formă larvară cenurul. Această forma larvară chistică a parazitului, cenurul, se poate localiza în țesutul celular subcutanat, sistemul nervos central sau alte organe ale gazdei intermediare, în funcție de specie. Simptomatologia bolii depinde de localizarea chisturilor. Cenuroza este o boală care poate afecta oile, caprele, caii, vitele, iepurii și alte ierbivore domestice sau silvestre. Calea de infestare este fecal-orală, prin ingestia de ouă de paraziți eliminate în mediu prin fecale de carnivorele cu teniaza specifică. Omul se poate infesta accidental, prin consumul de vegetale contaminate cu ouă de paraziți.

## Ciclul vital al paraziților
Formele adulte ale teniilor care produc cenuroze se dezvoltă în intestinul subțire al canidelor (cîini, vulpi, lupi, coioți etc.). Acestea elimină în mediu proglote care conțin ouă de paraziți ce contaminează pășunile. De aici sunt ingerate de gazdele intermediare, ierbivore. În intestinul acestora ouăle eclozează, eliberând embrionul hexacant, care trece în sânge, răspândindu-se în organism și localizându-se în organele țintă. Aici se dezvoltă ca forme chistice multilarvare numite cenuri, care sunt vezicule lichidiene în care se dezvoltă multipli scolecși. În perioada cât se află în circulația sanguină, embrionul hexacant poate infesta și produsul de concepție, pe cale feto-placentară. Canidele ingerează cenuri prin consumul de carne sau organe infestate. Ajunși în intestinul subțire, cenurii eliberează scolecșii care se fixează de peretele intestinal și evoluează în viermi adulți, iar ciclul se reia.

## Etiologie
Se cunosc 4 specii de tenii care produc cenuroze: T. multiceps, T. serialis, T. brauni și T. glomerata.

### Taenia multiceps
Gazdele intermediare pentru cenurii speciei sunt oile, caprele, bovinele, caii și antilopele. Cenurii se localizează de predilecție la nivelul creierului, infestarea altor organe fiind rară. Cenuroza cerebrală este cunoscută și sub denumirea de capie.

### Taenia serialis
Gazdele intermediare care pot fi afectate de această cenuroză sunt iepurii domestici sau sălbatici și rozătoarele. Cenurii se localizează în țesutul celular subcutanat sau în țesutul conjunctiv intramuscular.

### Taenia brauni
Cenuroza cu larvele T. brauni afectează gerbilii. Cenurii se localizează în țesutul celular subcutanat și în alte organe.

### Taenia glomerata
Gazdele intermediare ce pot fi afectate de cenuroză sunt gerbilii. Cenurii se dezvoltă la nivelul mușchilor.

## Forme clinice de cenuroză

### Cenuroza cerebrală (capia)
Este provocată de Coenurus cerebralis, forma larvară a T. multiceps. Afectează de predilecție oile și caprele, dar boala se poate dezvolta și la alte ierbivore (cai, bovine etc.). Este în general o boală de pășune, dar infestarea se poate face și în adăpost, prin apă sau furaje contaminate cu ouă de T. multiceps. Este o boală rară la om, care se poate infesta accidental.
Cenurul este o vezicula parazitară chistică multicefalică, ce conține un lichid limpede, incolor, și este delimitată de o membrană subțire pe a cărei față internă aderă scolecși. Se dezvoltă foarte lent în masa cerebrală și poate ajunge de mărimea unui ou de găină, cu un conținut lichidian de 30-100 ml. Pot exista mai mulți cenuri la același animal infestat. 

#### Forma acută
Apare în infestațiile masive cu peste 8 - 10 cenuri și se manifestă ca o meningoencefalită, cu febră, hiperexcitație, hiperestezie, dificultăți în deplasare, poziții neobișnuite ale capului, stare depresivă, evoluție rapidă spre deces.

#### Forma cronică
Apare în infestațiile reduse (1-5 cenuri). După o incubație de 15-20 de zile, se instalează faza de meningoencefalită difuză, cu: febră, stare depresivă, somnolență, anorexie, preferință pentru decubit, convulsii, ataxie, dispariția reflexului palpebral. Urmează o perioadă de liniște aparentă, în care semnele clinice se remit. Ultima fază a bolii este cea de encefalită focală, determinată de creșterea în volum a chisturilor, care comprimă substanța nervoasă, producând atrofia acesteia și apariția de semne neurologice multiple: rămânere în urma turmei, dificultăți de alimentare, masticație în gol, sialoree, modificări de comportament, apatie, dromomanie, dificultăți de orientare, mers în manej, decubit lateral prelungit cu pedalări ale membrelor, tulburări de echilibru, tulburări vizuale (amauroză), convulsii, paralizii. Chisturile din vecinătatea calotei craniane provoacă ramolisment osos în zona de contact, care se poate evidenția uneori prin palpare. În absența intervenției chirurgicale, moartea survine în 4-6 săptămâni.
Examenul oftalmologic evidențiază edem papilar. Ecografia craniană poate preciza poziția formațiunilor chistice. La om se efectuează și investigații imagistice mai precise (TC, RMN), care evidențiază prezența masei chistice, sugerând diagnosticul de parazitoză cerebrală. Examenul lichidului cefalorahidian evidențiază scăderea glicorahiei (concentrația glucozei din LCR) și semne nespecifice de inflamație nebacteriană. Examenul anatomo-patologic al chistului, fie la necropsie, fie în urma intervenției chirurgicale, precizează diagnosticul.
Diagnosticul diferențial se face cu alte boli care produc semne neurologice similare: listerioza, rabia, estroza, toxoplasmoza, intoxicația cu substanțe neurotrope etc.

### Cenuroza subcutanată
Este provocată de Coenurus serialis, forma larvară a T. serialis. Este caracteristică iepurilor și rozătoarelor, dar poate apărea ocazional și la om. Cenurii se localizează în țesutul celular subcutanat, unde se pot detecta prin palpare.

## Tratament
Unicul tratament eficient în cenuroză este cel chirurgical, cu îndepărtarea chisturilor. Unele localizări ale cenurozei cerebrale nu permit însă abordarea chirurgicală (de exemplu localizările în trunchiul cerebral). Se încearcă tratamentul cu antihelmintice (Praziquantel, Niclosamid, Albendazol) și tratament antiinflamator steroidian pentru reducerea edemului cerebral (Dexametazonă).